# 共和国人民奖
共和国人民奖（朝鲜语：／）又称人民奖，是一项朝鲜文艺与科学奖项，由直属內閣的人民奖颁奖委员会颁发。这一奖项既可授予特定人物，也可颁发给文艺作品。
人民奖的颁奖领域广泛，涵盖文学、体操、朝鲜革命歌剧、针灸以及雕塑等。朝鲜以外的人物也可以获得此奖项。

## 历史
第一届共和国人民奖于1958年9月8日颁发，获奖作品为康弘植于1949年导演的故事片《我的家乡》。
金日成称赞1960至1970年代获得人民奖的电影“详尽回答了人民自主性的问题”。劳动党通常把这一奖项授予那些被视为履行劳动党“优秀教科书”责任的朝鲜电影或电影制片人。此外某些作品也会因为制作精良而获奖，即使并非“不朽的经典”。如1968年由崔益圭导演、金正日监督的三部曲电影《游击队五兄弟》。
1965年，位于日本的朝鲜大学校教职工获得人民奖。
在朝鲜，许多获得共和国人民奖的作品至今备受推崇。2012年获人民奖的《抗日游击队回忆录》被视作朝鲜劳动党的文学经典，在许多日常学习中被使用，其中的许多情节也被改编为了电影。
2009年美国前总统克林顿访问朝鲜期间，人民奖获得者金成根的作品《海金刚的波浪》被用作与金正日和克林顿合影的背景。这一画作曾在1999年获得共和国人民奖。

## 获奖作品和人物

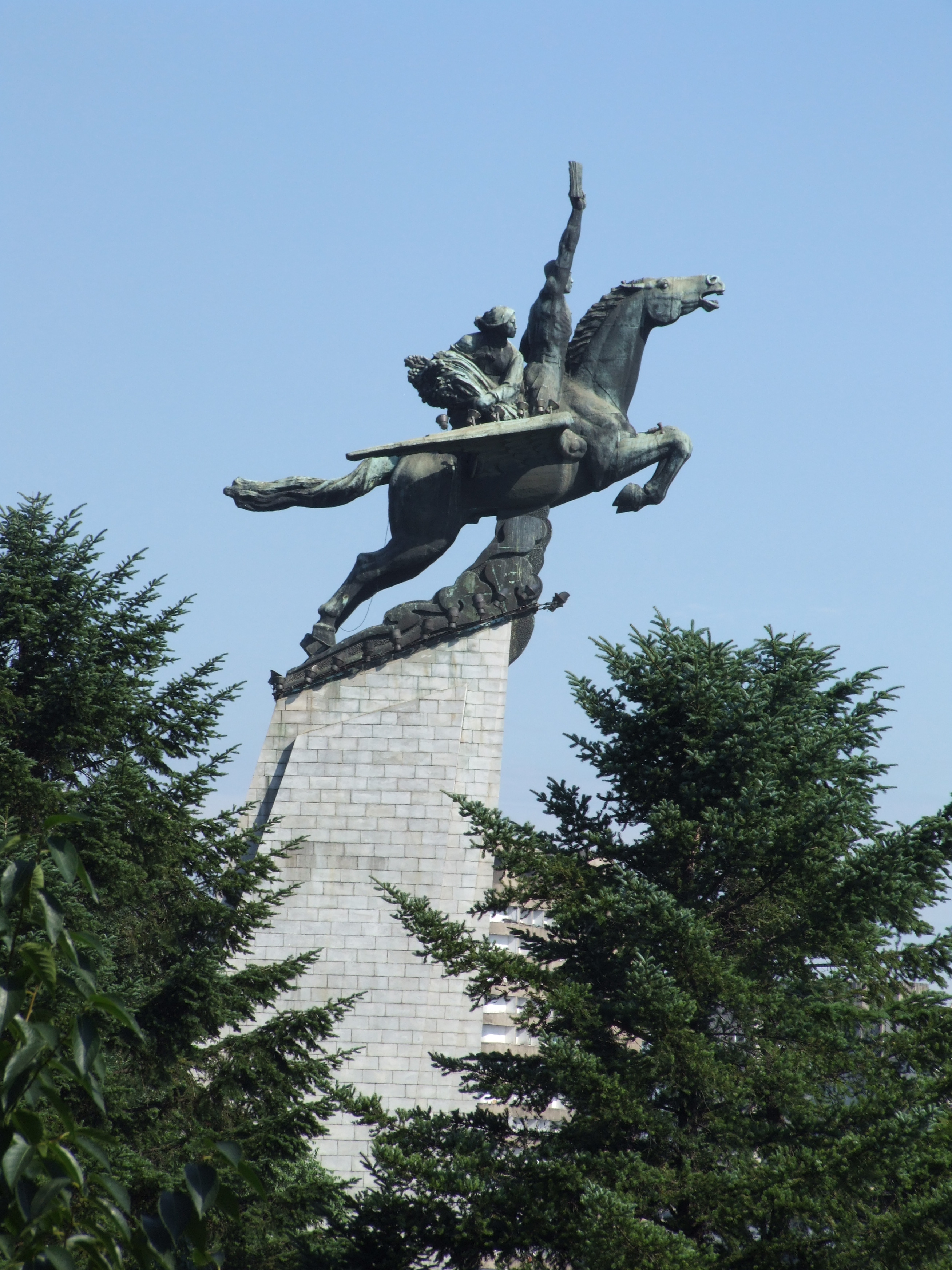
1961年4月15日获得人民奖的千里马雕像

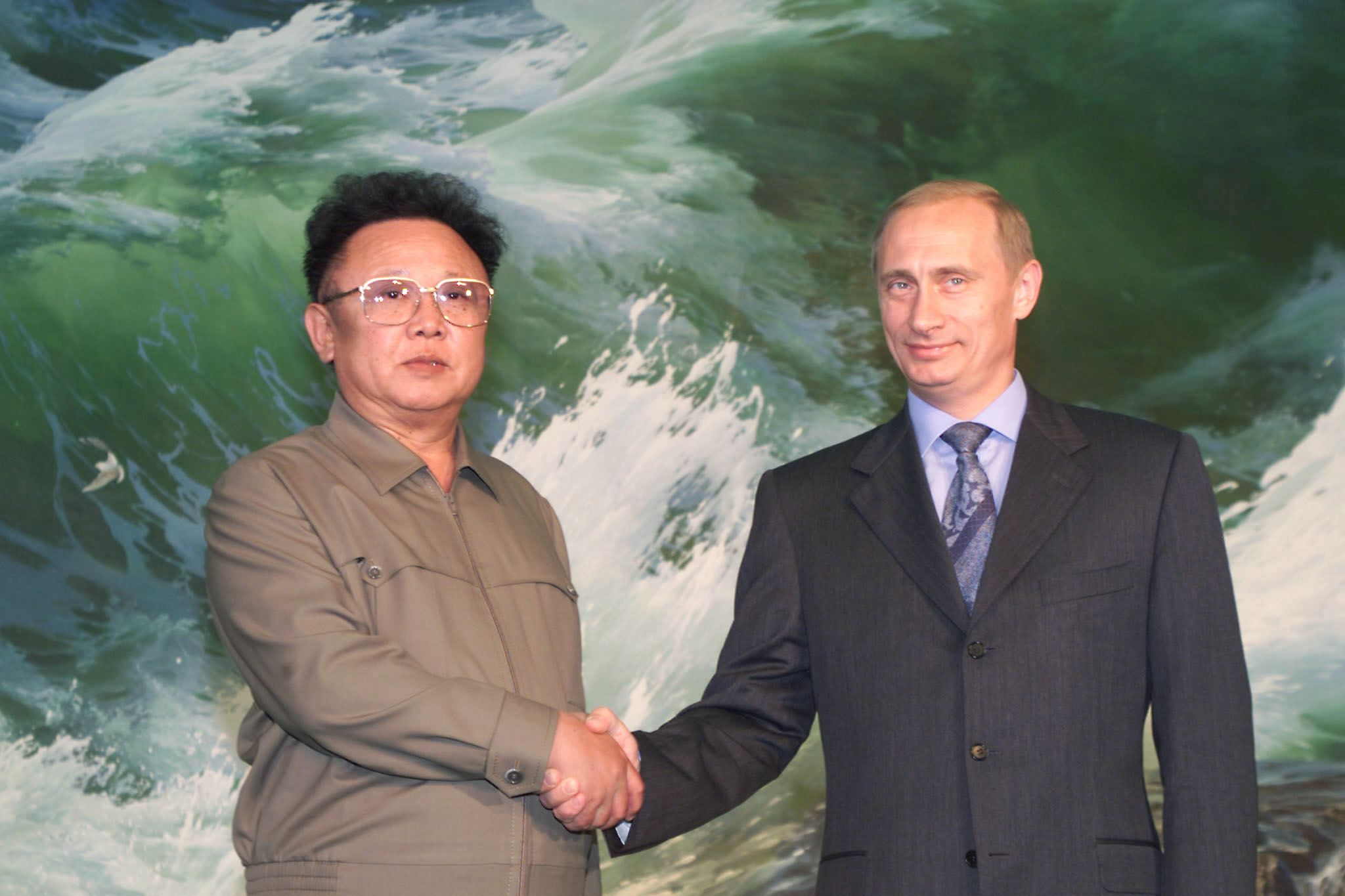
金正日与弗拉基米尔·普京在人民奖获奖作品《海金刚的波浪》前握手

### 艺术
- 花岗岩雕塑《前进的小号手》（1988年9月获奖）[11]
- 千里馬銅像[10]
- 绘画《海金刚的波浪（英语：Waves of the Sea Kumgang）》（金成根绘，1999年获奖） [12]

### 书籍
- 历史（1958年获奖）[13]
- 抗日游击队回忆录（英语：Reminiscences of the Anti-Japanese Guerillas）（2012年3月获奖）[6]
- 人民中间（1992年4月获奖） [14]

### 教育
- 日本的朝鲜大学校教职工于1965年1月8日获得人民奖。[5]

### 体操
- 永远胜利的朝鲜劳动党（2011年获奖）[15]
- 千里马朝鲜[16]
- 一心一意的团结（2011年获奖）[15]
- 朝鲜之歌[16]
- 人民歌唱他们的领袖（2011年获奖）[15]
- 党旗下（1980年获奖）[17]
- 我们将在元帅的领导下捍卫红旗[18]（1996年获奖）[17]

### 电影
- 劳动家庭[19]
- 太阳的女儿（1962年获奖） [20]
- 分界线上的乡村（1962年获奖） [20]
- 鲜花盛开的村庄[21]
- 游击队五兄弟[21]
- 轧钢工人[22]
- 摘苹果的时候[22]
- 港口的女孩[22]
- 我的家乡（英语：My Hometown (film)）[23]
- 血海[21]
- 向日葵（1962年获奖）[20]
- 自卫队男子的命运[21]
- 纺纱机[24]
- 卖花姑娘[21]
- 安重根击毙伊藤博文[21]

### 音乐剧
- 在灿烂的阳光下（1962年12月30日获奖） [25]

### 革命歌剧
- 护士的故事[26]

### 科学
- 金凤汉由于其在针灸方面的贡献，于1962年2月2日获奖。[27]
- 桂应祥因其对蚕的研究于1963年获奖。[28]

### 出版物
- Lee, Hyangjin. . Manchester: Manchester University Press. 2000  [2022-01-13]. ISBN 978-0-7190-6008-3. （原始内容存档于2021-12-09）.